# Gustaf Axel Knut Hamilton
Gustaf Axel Knut Hamilton (født 29. november 1831, død  14. april 1913) var en svensk greve og universitetslærer.
Hamilton blev 1848 student i Uppsala, 1855 cand. jur. og 1858 docent ved Uppsala Universitet. 1859 udnævntes han til adjunkt i nationaløkonomi, folkeret samt svensk stats- og specialret i Uppsala og 1862 til professor i administrativret og nationaløkonomi ved Lunds Universitet. 
Han har været medlem af komitéen for universitetsstatutternes revision (1874) og af den skandinaviske komité for udarbejdelse af forslag til ny veksellov (1877). 1866—70 redigerede han Nordisk tidskrift för politik, ekonomi och litteratur og har bl.a. udgivet: Om den politiska ekonomiens utveckling och begrepp (1858), Om ägofrid efter sv. lag (1859), Om penningar och kredit (1861), Om arbetsklassen och arbetareföreningar (1865) samt Öfversigt af statsinkomsternas olika slag (1874).